# Batalla de Ceresole
La batalla de Cerisole va ser un enfrontament armat entre l'exèrcit de Francesc I de França sota el comandament de Francesc de Borbó, comte d'Enghien i el de l'emperador Carles V durant la Guerra d'Itàlia de 1542–46. La confusa batalla va tenir lloc l'11 d'abril de 1544, prop de la vila de Ceresole Alba, al Piemont on les tropes franceses van derrotar les imperials, però tot i que les tropes imperials van patir nombroses baixes, els francesos no van ser capaços d'aprofitar la seva victòria per prendre la ciutat de Milà.
Francesc de Borbó i Alfonso de Ávalos van disposar els seus exèrcits en dues elevacions paral·leles; a causa del relleu irregular del camp de batalla, moltes de les accions individuals que es van produir a la batalla no van estar coordinades entre si. Els inicis de la batalla van ser una sèrie d'escaramusses entre els arcabussers d'ambdós bàndols i un inútil intercanvi de foc d'artilleria, després que Ávalos ordenés un avanç general. Al centre, els lansquenets imperials van xocar amb la infanteria francesa i suïssa patint nombroses baixes. A la zona sud del camp de batalla, la infanteria italiana al servei de l'Emperador va ser fustigada per atacs de la cavalleria francesa i es va haver de retirar després de conèixer que les tropes imperials havien estat derrotades al centre. Mentrestant, al nord, la línia de la infanteria francesa es va ensorrar, i Enghien va enviar una sèrie de costoses i ineficaces càrregues de cavalleria contra la infanteria espanyola i alemanya abans que aquests últims no tinguessin més remei que rendir-se després de l'arribada des de la part central dels victoriosos suïssos i francesos.
La batalla de Ceresole va ser una de les poques batalles acordades a la part final de les Guerres d'Itàlia. És coneguda principalment entre els historiadors militars per la "gran matança" que va tenir lloc quan les columnes d'arcabussers i piquers es van trobar al centre i va demostrar que la cavalleria pesant encara tenia un important paper en el camp de batalla que estava àmpliament dominat per l'emergent infanteria de piquers i arcabussers.

## Antecedents
L'inici de la guerra al nord d'Itàlia s'havia produït amb la presa de Niça l'agost de 1543 per part d'un exèrcit combinat de tropes franceses i otomanes. Mentrestant, les forces dels Habsburg havien avançat a través de Llombardia cap a Torí, que estava en mans dels francesos des del 1538. La guerra entre les forces franceses de Guigues Guiffrey, senyor de Boutières, i les imperials d'Alfonso de Ávalos havia arribat a un punt mort al Piemont l'hivern de 1543-44. La guarnició francesa, centrada a Torí, s'havia estès cap a una sèrie de poblacions fortificades: Pinerolo, Carmagnola, Savigliano, Susa, Moncalieri, Villanova d'Asti i Chivasso entre d'altres, mentre Ávalos controlava un conjunt de fortaleses situades en el perímetre del territori francès: Mondovì, Asti, Casale Monferrato, Vercelli i Ivrea. Els dos exèrcits es van embrancar en una sèrie d'atacs a punts defensius de l'enemic. Boutières va prendre San Germano Vercellese, prop de Vercelli, i va assetjar Ivrea, al seu torn, Ávalos capturar Carignano, a només 24 quilòmetres al sud de Torí, amb cinc bastions, bones muralles entre ells i un fossat profund que va procedir a guarnir i fortificar.

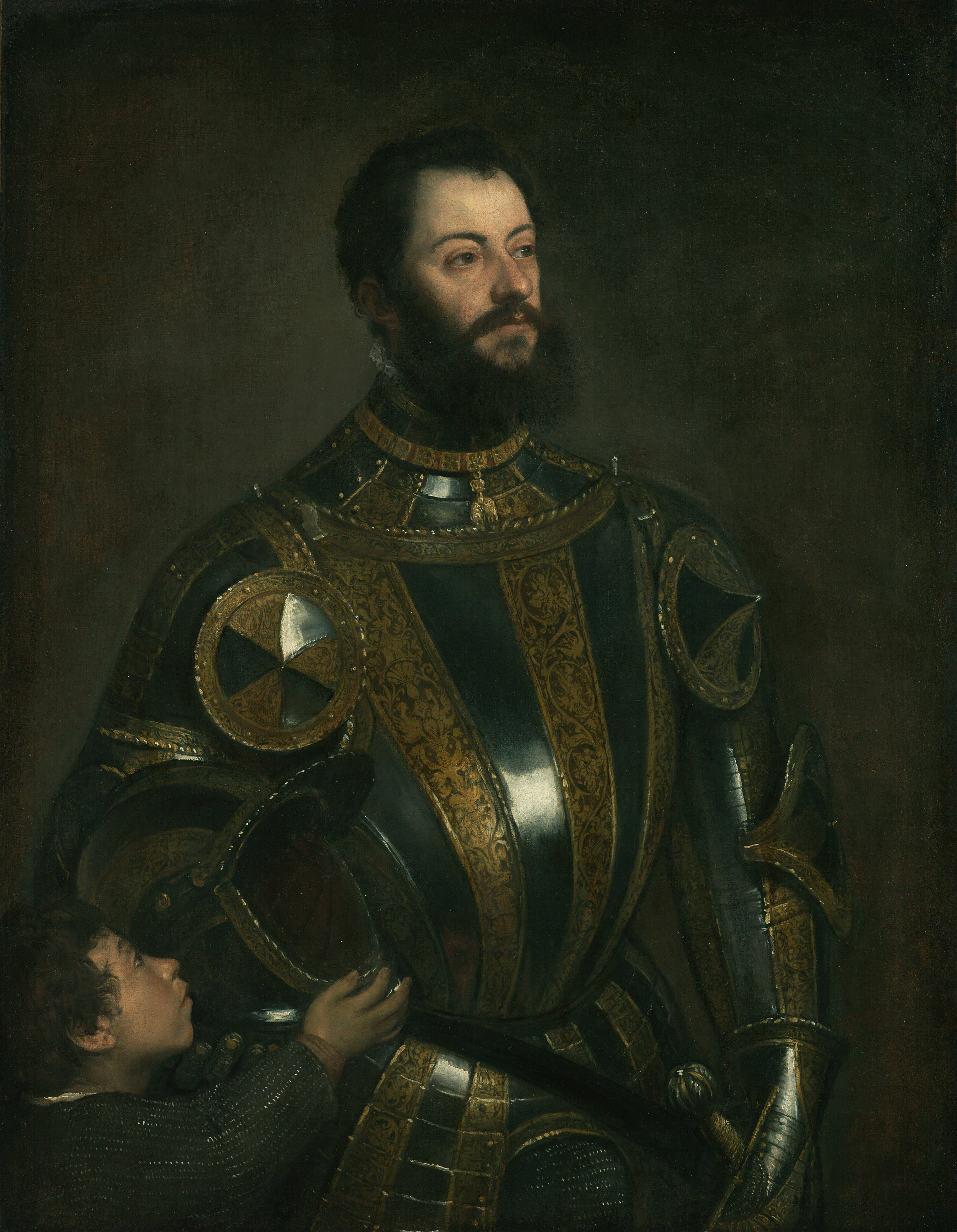
Retrat d'Alfonso de Ávalos, marquès del Vasto, a armadura i amb un patge. (Pintura a l'oli de Tiziano c. 1533)

Quan ambdós exèrcits van tornar als seus quarters d'hivern, Francesc I de França va rellevar del càrrec a Boutières i va donar el comandament a Francesc de Borbó, el comte de Enghien i duc de Vendôme, que no tenia experiència al comandament d'un exèrcit. A més, Francesc va enviar tropes de reforç al Piemont, incloent alguns centenars de cavallers pesants, algunes companyies d'infanteria francesa del Delfinat i del Llenguadoc, i una tropa suïssa de piquers reclutats pel comte de Gruyères a l'Alt Roine i del llac de Ginebra, en lloc d'haver estat reclutats amb les tradicionals lleves en els cantons suïssos.
El gener de 1544, Enghien va assetjar Carignano, sent derrotat per la guarnició imperial sota el comandament de Pirro Colonna, que incloïa alguns dels millors homes d'Ávalos. Els francesos pensaven que Ávalos es veuria obligat a socórrer la ciutat assetjada, moment en el qual se li podria forçar a lliurar una batalla. No obstant això, atès que les batalles concertades es veien com una empresa amb grans riscos, Enghien va enviar a París a Blaise de Montluc perquè aquest demanés permís a Francesc I per lliurar batalla. Du Bellay, tenint aparentment alguna antipatia per Montluc, va evitar identificar el missatger en la seva crònica, descrivint-lo com "un gentilhome" però sense citar el seu nom. Segons sembla, Montluc va convèncer Francesc I perquè aquest donés el seu consentiment a pesar de les objeccions presentades per Francesc II, comte de Saint-Pol-sur-Ternoise, que objectava que una possible derrota deixaria a França exposada a una invasió de les tropes d'Ávalos al mateix temps que Carles V i Enric VIII d'Anglaterra es preparaven per atacar Picardia. Montluc va tornar a Itàlia juntament amb uns cent voluntaris, joves de la noblesa de la cort, entre els quals hi havia Gaspar de Coligny, Dampierre, St André, Vendôme, Rochefort i Jarnac, entre d'altres.
Després d'haver esperat l'arribada d'un gran contingent de lansquenets, les tropes veteranes especialment equipades amb armadures enviades per l'emperador, Ávalos va abandonar Asti per dirigir-se a Carignano. Ávalos comptava amb una força composta entre 12.500 i 18.000 soldats d'infanteria, dels que probablement uns 4.000 eren arcabussers o mosqueters: tan només havia estat capaç de reunir entre 800 i 1.000 cavallers, dels quals menys de 200 eren gendarmes. Ávalos tenia consciència de la debilitat de la seva cavalleria, però considerava que podria compensar mitjançant l'experiència de la seva infanteria i el gran nombre d'arcabussers amb què comptava el seu exèrcit.
| «                      | Després de Pavia els oficials espanyols havíem subestimat la gendarmeria francesa i crèiem que els arcabussers sempre funcionarien millor que ells si es posaven a cobert adequadament. | » |
| — Ávalos a Des Thermes | |   |

Després de tenir notícia de l'avanç de l'exèrcit imperial, Enghien va deixar una força a Carignano per mantenir el bloqueig i va reunir el restant de les seves tropes a Carmagnola per bloquejar l'avanç de les tropes d'Ávalos cap a la ciutat. La cavalleria francesa que seguia de prop els moviments de les tropes imperials van descobrir que aquestes es dirigien directament cap a les posicions de l'exèrcit francès. El 10 d'abril, Ávalos va ocupar la vila de Ceresole Alba, situada a uns vuit quilòmetres al sud del lloc on es trobaven les tropes franceses. L'altra ruta disponible per Ávalos transcorria per Sommariva del Bosco i Racconigi, que hauria exposat el seu flanc a Enghien.
Els oficials d'Enghien li van instar a llançar un atac immediatament, però aquest va decidir establir el combat en un lloc de la seva pròpia elecció. Així, el matí de l'11 d'abril de 1544, les tropes franceses van marxar des de Carmagnola fins a una posició uns cinc quilòmetres al sud-est i allà van esperar l'arribada d'Ávalos i els seus homes. Enghien i Montluc pensaven que un camp de batalla obert donaria a la cavalleria francesa un avantatge tàctic significatiu. Arribats a aquest punt, l'exèrcit francès estava format per uns 11.000 o 13.000 infants, 600 unitats de cavalleria lleugera, entre 900 i 1.250 unitats de cavalleria pesant i unes 20 peces d'artilleria, les mateixes amb les que comptava Ávalos. La batalla va arribar en un bon moment per Enghien, ja que les seves tropes suïsses–tal com havia succeït anteriorment a la batalla de Bicoca– amenaçaven de deixar l'exèrcit si no rebien la seva paga, les notícies d'una batalla imminent van permetre una mica de calma entre les files. Francesc I havia enviat uns 40.000 écus, quantitat inferior a la quantia dels endarreriments del mes.

## Batalla

### Ordre de batalla

Disposició inicial de les tropes. Les tropes franceses són en blau, mentre que les hispanoimperials estan en vermell.

Les tropes d'Enghien es van situar al llarg de la cresta d'una elevació, més elevada a la zona central que en els laterals, el que impedia a les ales de l'exèrcit francès veure's entre si, quedant distribuïdes les tropes en una zona central i unes ales dreta i esquerra. A la zona situada més a la dreta, els francesos van disposar un cos de cavalleria lleugera que es componia de tres companyies sota el comandament de Des Thermes, Bernardino i Maura, que sumaven un total d'entre 450 i 500 homes. A la seva esquerra se situava la infanteria francesa de De Tais, uns 4.000 homes, i més a l'esquerra es trobava un esquadró de gendarmes sota el comandament de Boutières, que va rebre el comandament del flanc dret de l'exèrcit francès. El cos central estava format per 13 companyies de veterans suïssos, sumant un total d'uns 4.000 homes, sota el comandament conjunt de Wilhem Frölich de Solothurn i el capità St Julian. A la seva esquerra es trobava el propi Enghien amb tres companyies de cavalleria pesant, una companyia de cavalleria lleugera i els voluntaris provinents de París, el que sumava un total de 450 soldats. L'ala esquerra estava formada per dues columnes d'infanteria, 3.000 reclutes de Gruyères i 2.000 italians, tots ells sota el comandament del senyor de Descroz. A l'extrem esquerre de la formació es trobaven uns 400 arquers muntats utilitzats com a cavalleria lleugera comandats per Dampierre, que havia rebut també el comandament de tot el flanc esquerre.
L'exèrcit imperial estava situat sobre una elevació semblant situada davant de la posició de les tropes franceses. A l'extrem esquerre de la formació, davant dels homes sota el comandament de Des Thermes, es trobaven 300 florentins que integraven la cavalleria lleugera sota el comandament de Rodolfo Baglioni. Situats més a la dreta hi havia 6.000 infants sota les ordres de Ferran Sanseverino, príncep de Salern. Al centre estaven disposats 7.000 lasquenetes sota les ordres d'Eriprando Madruzzo. A la seva dreta es trobava el mateix Ávalos al costat d'una força de cavalleria pesant d'uns 200 homes a les ordres de Carlo Gonzaga. L'ala dreta imperial estava formada per uns 5.000 soldats d'infanteria alemanys i espanyols sota el comandament de Ramon de Cardona, flanquejats a l'extrem dret per 300 efectius italians de cavalleria lleugera a les ordres de Felip de Lannoy, príncep de Sulmona.
| Francesos (Francesc de Borbó, comte de Enghien) | Francesos (Francesc de Borbó, comte de Enghien) | Francesos (Francesc de Borbó, comte de Enghien) | Espanyols i imperials (Alfonso de Ávalos) | Espanyols i imperials (Alfonso de Ávalos) | Espanyols i imperials (Alfonso de Ávalos) |
| Unitat                                          | Efectius                                        | Comandant                                       | Unitat                                    | Efectius                                  | Comandant                                 |
| ----------------------------------------------- | ----------------------------------------------- | ----------------------------------------------- | ----------------------------------------- | ----------------------------------------- | ----------------------------------------- |
| Cavalleria lleugera                             | 400                                             | Dampierre                                       | Cavalleria lleugera napolitana            | 300                                       | Felip de Lannoy                           |
| Infanteria italiana                             | 2.000                                           | Descroz                                         | Infanteria alemanya i espanyola           | 5.000                                     | Ramon Folc de Cardona-Anglesola           |
| Infanteria de Gruyères                          | 3.000                                           | Descroz                                         | Infanteria alemanya i espanyola           | 5.000                                     | Ramon Folc de Cardona-Anglesola           |
| Cavalleria pesant                               | 450                                             | Francesc de Borbó, comte d'Enghien              | Cavalleria pesant                         | 200                                       | Carlo Gonzaga                             |
| Suïssos                                         | 4.000                                           | Wilhem Frölich de Solothurn i St Julian         | lansquenets                               | 7.000                                     | Eriprando Madruzzo                        |
| Cavalleria pesant                               | 80                                              | Guigues Guiffrey, senyor de Boutières           | lansquenets                               | 7.000                                     | Eriprando Madruzzo                        |
| Infanteria gascona                              | 4.000                                           | De Tais                                         | Infanteria italiana                       | 6.000                                     | Ferrante Sanseverino, príncep de Salern   |
| Cavalleria lleugera                             | 450-500                                         | Des Thermes                                     | Cavalleria lleugera florentina            | 300                                       | Rodolfo Baglioni                          |

### Moviments inicials

Moviments en la primera fase de la batalla, amb el moviment de la cavalleria de florentins, la divisió de lansquenets, i l'avanç i retirada de la cavalleria pesant espanyola.

A mesura que van començar a arribar les tropes imperials al camp de batalla des de Ceresole Alba, ambdós exèrcits van intentar ocultar el seu veritable nombre i posició. Enghien va ordenar als seus soldats suïssos romandre ocults en el terreny després de la cresta de l'elevació, mentre que l'exèrcit d'Alfonso de Ávalos inicialment només l'ala dreta era visible per a l'exèrcit francès. Ávalos va enviar partides d'arcabussers per intentar localitzar els flancs francesos; Enghien per la seva banda, va enviar uns 800 arcabussers a les ordres de Montluc per dificultar l'avanç de les tropes imperials. L'escaramussa entre els arcabussers dels dos exèrcits va continuar durant gairebé 4 hores; Martin du Bellay, que va contemplar l'enfrontament, ho va descriure com:
| «                                           | "Un bell espectacle per a qui vulgui que estigués en un lloc segur i sense ocupar, ja que es van enfrontar usant tots els trucs i estratagemes de la mesquina guerra." | » |
| — Oman, Art of War (" L'art de la guerra ") | |   |

 A mesura que les dimensions dels dos exèrcits van ser revelades, Enghien i Ávalos van treure les seves artilleria a la palestra. El foc d'artilleria creuat que va seguir per diverses hores, no va tenir però efectes importants a causa de la considerable distància que separava els dos exèrcits perquè oficials d'ambdós bàndols van prendre precaucions per a no exposar la desprotegida infanteria al seu foc.
L'escaramussa va arribar a la seva fi quan la cavalleria imperial es disposava a atacar els arcabussers francesos al flanc, en aquest moment Montluc va demanar l'ajuda de Des Thermes, que va avançar amb tots els seus efectius de cavalleria lleugera. Ávalos, després d'observar els moviments de l'exèrcit francès, va ordenar un avanç general de tota la formació imperial. A l'extrem sud del camp de batalla, la cavalleria lleugera va fer retrocedir als florentins sota les ordres de Baglioni a la posició on es trobava la infanteria de Sanseverino i va procedir a carregar directament contra la columna d'infanteria. La formació italiana va aconseguir resistir i el mateix Des Thermes va ser ferit i capturat, però quan els homes de Sanseverino, que s'havien dispersat, havien aconseguit reorganitzar-se per poder avançar de nou, la lluita en el centre ja s'havia decidit.

### "Una matança"

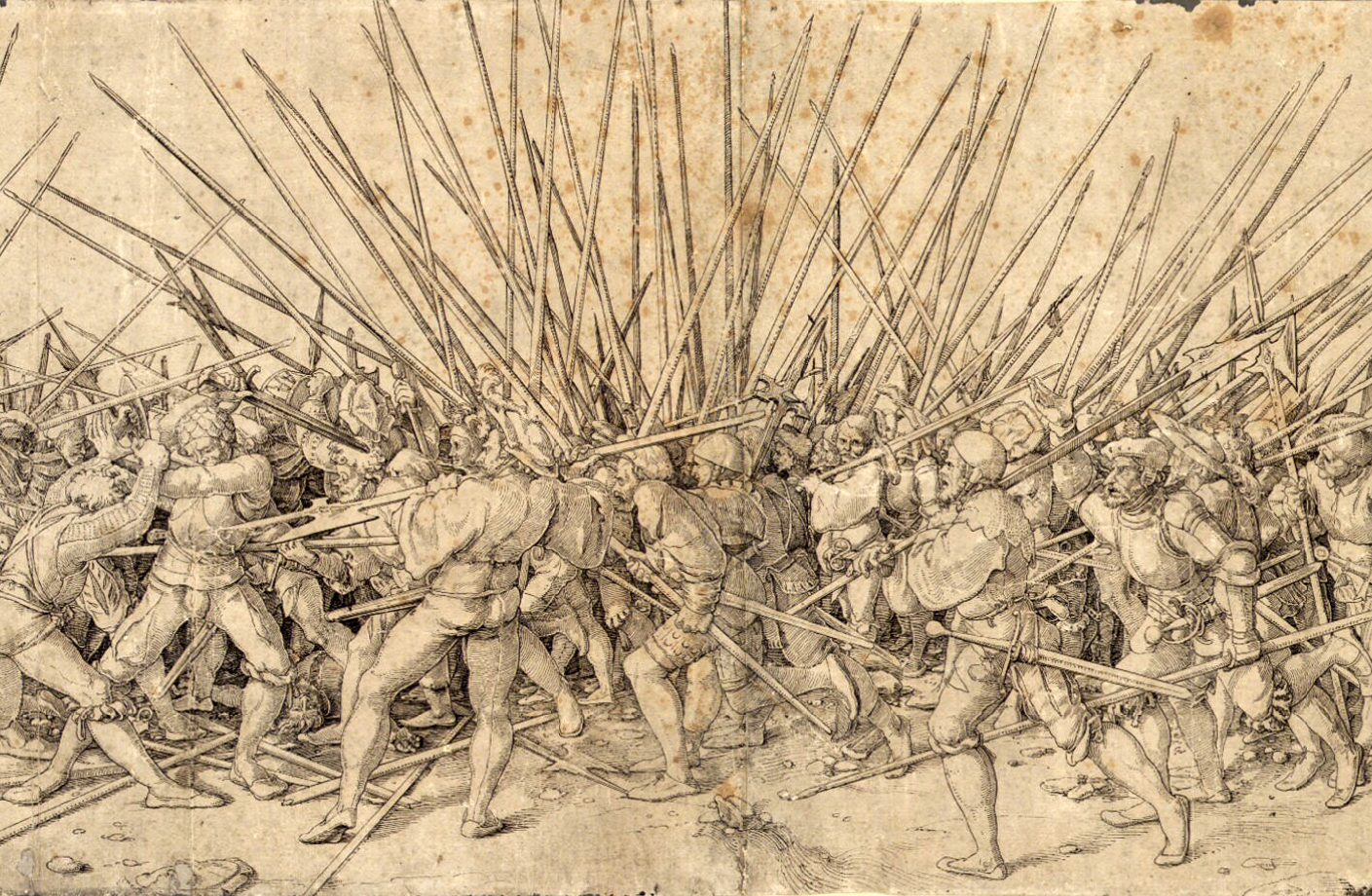
La trobada entre les dues tropes de piquers i arcabussers va acabar en una massacre (gravat de Hans Holbein el Jove, principis del).

Mentrestant, la infanteria francesa–la majoria de la Gascunya– havia començat a avançar cap a la posició de Sanseverino. Montluc, va observar el desordre entre els italians que els havia obligat a aturar-se, va suggerir que De Tais ataqués a la columna de lansquenets de Madruzzo que avançava en el camp de batalla en lloc d'atacar els italians. De Tais va seguir el consell i la formació francesa es va desplaçar a l'esquerra per atacar els lansquenets pel flanc. Madruzzo va dividir els seus homes en dos grups, un dels quals es va desplaçar per interceptar els francesos, mentre que l'altre va continuar pujant la costa de l'elevació cap als soldats suïssos que estaven esperant a la part alta de la cresta.
En aquell temps, la formació de piquers i arcabussers havia adoptat un sistema en què els arcabussers i els piquers es trobaven barrejats combinant-se en les mateixes unitats, tant la infanteria imperial com la francesa comptaven amb soldats amb armes de foc entre les grans columnes de piquers. Aquesta combinació de piques i armes de foc produïa enfrontaments extremadament sagnants. La infanteria combinada s'agrupava generalment de manera separada, amb els arcabussers en els flancs i una columna central de piquers, però a Ceresole, la infanteria francesa havia estat organitzada amb una primera línia de piquers seguida immediatament per una altra d'arcabussers, els quals van rebre l'ordre d'obrir foc fins que les dues columnes no entressin en contacte. Montluc, que va assegurar haver concebut la idea d'aquesta formació, va escriure:
| « | In this way we should kill all their captains in the front rank. But we found that they were as ingenious as ourselves, for behind their first line of pikes they had put pistoleers. Neither side fired till we were touching-and then there was a wholesale Slaughter: every shot told: the whole front rank on each side went down. | D'aquesta manera hauríem de matar tots els seus capitans de la línia frontal. Però trobem que havien estat tan enginyosos com nosaltres, ja que després de la seva primera línia de piquers havien situat pistolers. Cap dels dos bàndols van disparar fins que van estar tocant-se i llavors hi va haver una matança en massa: es van disparar totes les armes: la fila frontal d'ambdós bàndols va caure abatuda. | » |

Els suïssos, veient els francesos entaular batalla amb una de les dues columnes de lansquenets, van baixar finalment per fer front a l'altra, que s'havia mogut lentament pujant el turó. Tots dos contingents d'infanteria van estar bloquejats en un enfrontament dels piquers fins que l'esquadró de cavalleria pesant de Boutières va carregar contra el flanc dels lansquenets, trencant la seva formació i fent-los retrocedir turó avall. La cavalleria pesant imperial, que s'havia disposat a la dreta dels lansquenets, a la que Ávalos havia ordenat atacar els suïssos, va retrocedir i va fugir dels piquers fins a la rereguarda, deixant a Carlo Gonzaga fet presoner.
La infanteria suïssa i gascona va procedir a rematar els lansquenets restants–l'estreta formació els impedia una ràpida retirada–quan aquests van intentar retirar-se del camp de batalla. El camí cap a Ceresole Alba estava ple de cadàvers, els suïssos en particular no van mostrar clemència desitjant venjar els maltractaments rebuts per la guarnició suïssa de Mondovì el novembre anterior. La majoria dels oficials lansquenets van ser morts, i encara que probablement els recomptes contemporanis han exagerat les xifres de morts, és clar que la infanteria alemanya havia deixat d'existir com a força de combat. Després de contemplar el passat, Sanseverino va decidir que la batalla s'havia perdut i es va dirigir cap a Asti amb el gruix de la infanteria italiana i les restes de la cavalleria florentina de Baglioni. Mentrestant, la cavalleria lleugera francesa es va unir en la lluita contra els lansquenets.

### Enfrontaments al nord

Moviments en la segona fase de la batalla, incloent-hi la derrota dels lansquenets i la cavalleria napolitana, i la retirada dels homes de Sanseverino. També presenta les càrregues de cavalleria de Enghien, la rendició de la infanteria hispano-alemanya, i el retorn dels soldats suïssos i francesos de Ceresole.

En l'extrem nord del camp de batalla els esdeveniments es van produir de forma totalment diferent. La cavalleria de Dampierre va derrotar contundentment a la cavalleria lleugera de Lannoy, mentrestant, els italians i el contingent de Gruyères, es van dispersar i van fugir, deixant que els seus oficials morissin, sense oferir una resistència real a l'avanç de la infanteria imperial. Com la infanteria de Cardona havia aconseguit traspassar la línia de formació francesa, Enghien va sortir a trobar amb tota la cavalleria sota les seves ordres, el consegüent enfrontament va tenir lloc en el costat oposat de l'elevació, fora de la vista de la resta del camp de batalla.
Amb la primera càrrega de cavalleria, Enghien va aconseguir penetrar en una cantonada de la formació imperial, empenyent-los cap a la rereguarda i perdent alguns dels voluntaris vinguts de París. Com la fila de Cardona es va reagrupar de nou, la cavalleria francesa va realitzar una segona càrrega sota l'intens foc dels arcabussos; aquest enfrontament va produir bastants més baixes i de nou va fracassar en l'intent de trencar la columna imperial. Enghien, reforçat ara amb la cavalleria lleugera de Dampierre, va realitzar una tercera càrrega que va fracassar de nou, menys d'un centenar d' gendarmes  francesos continuaven en peu en aquell moment. Enghien va creure havia perdut la batalla segons Montluc, Enghien va intentar apunyalar si mateix, "el que els antics romans havien de fer, però no els bons cristians "- quan St Julian, el comandant suís, va arribar des del centre del camp de batalla i va informar que les forces imperials havien patit una derrota aclaparadora.
Les notícies que els lansquenets havien estat derrotats, els va sentir Cardona gairebé al mateix temps que a Enghien, la columna imperial va fer mitja volta i es va retirar a la seva posició inicial. Enghien va seguir de prop a les tropes imperials en retirada amb el que li restava de cavalleria, encara que va ser ràpidament reforçat amb una companyia d'arcabussers muntats que s'havien estacionat en Racconigi i havien començat a dirigir-se al camp de batalla després d'haver sentit els primers intercanvis de foc d'artilleria. Aquests arcabussers, que desmuntaven per obrir foc i tornaven a muntar posteriorment, van poder fustigar prou a la columna imperial com per a alentir la seva retirada. Mentrestant, la infanteria francesa i suïssa del centre, havent assolit Ceresole d'Alba, va fer mitja volta i va tornar al camp de batalla; Montluc, que estava amb ells, va escriure:
| « | When we heard at Ceresole that M. d'Enghien wanted us, both the Swiss and we Gascons turned toward him-I never saw two battalions form up so quick-we got into rank again actually as we ran along, side by side. The enemy was going off at quick march, firing estalvis of Arquebuse, and keeping off our horse, when we saw them. And when they descriu us only 400 paus away, and our cavalry making ready to charge, they threw down their pikes and surrendered to the Horseman. You might see fifteen or twenty of them round a man-at-arms, pressing about him and asking for quarter, for fear of us of the Infantry, who were wanting to cut all their throats. | Quan sentim a Ceresole que Monsieur d'Enghien requeria la nostra presència, tant els suïssos com els gascons vam tornar cap a ell-mai no vaig veure dos batallons formar tan ràpid-realment formem de nou en fila tal com corríem, uns al costat de l'altre. L'enemic estava marxant amb una marxa ràpida, disparant salves d'arcabussos, i mantenint allunyats nostres cavalls, quan els vam veure. I quan ens divisar a 400 passos de distància, i la nostra cavalleria es va preparar per a la càrrega, ells van tirar les seves piques i es rendir a la cavalleria. Hauries haver vist a 15 o 20 d'ells envoltant a un oficial, pressionant i demanant-li caserna, per por a la nostra infanteria, que estava esperant per tallar el coll a tots. | » |

Potser la meitat de la infanteria imperial va ser morta quan intentava rendir; la resta, uns 3.150 homes, van ser fets presoners. Uns quants, incloent el baró de Seisneck, que comandava els contingents d'infanteria alemanya, van aconseguir escapar.

## Conseqüències
Les baixes de la batalla van ser particularment altes, fins i tot per als estàndards de l'època, estimant-se en un 28% del total de les tropes involucrades. Les fonts contemporànies donaven unes xifres per a les baixes de l'exèrcit imperial no menors a 5.000 o 6.000 homes, encara que algunes fonts franceses elevaven aquesta dada a unes 12.000 baixes. Van morir un gran nombre d'oficials, sobretot entre els lansquenets, molts dels que van sobreviure van ser fets presoners, incloent a Ramon de Cardona, Carlo Gonzaga i Eriprando Madruzzo. Les baixes franceses van ser menors, però el seu nombre va arribar a mínim els 1.500 o 2.000 morts. Aquestes pèrdues incloïen molts oficials dels contingents d'infanteria de la Gascunya i de Gruyères, així com una gran part dels  gendarmes  que havien seguit a Enghien. L'únic presoner francès del qual es té constància va ser Des Thermes, que havia estat dut al costat dels italians de Sanseverino que es van rendir.
Tot i la derrota de l'exèrcit imperial, la batalla va acabar per tenir una mínimes conseqüències estratègiques. A causa de la insistència de Francesc I, l'exèrcit francès va reprendre el setge de Carignano, on Colonna va ser capaç de resistir unes quantes setmanes, poc després de la rendició de la ciutat, Enghien es va veure obligat a enviar a Picardia 23 companyies d'infanteria d'italians i gascons i gairebé la meitat de la seva cavalleria pesant, pel fet que la regió havia estat envaïda per l'emperador. Després de veure com ja no disposava d'un veritable exèrcit, Enghien va ser incapaç de capturar Milà, mentrestant, Alfonso de Ávalos va aconseguir derrotar la infanteria italiana de Piero Strozzi i Giovan Francesco Orsini, comte de Pitigliano a la batalla de Serravalle. El final de la guerra va portar una volta a l'statu quo preexistent al Llombarda.

## Historiografia
Han sobreviscut uns quants informes contemporanis de la batalla. Entre les cròniques franceses es troben les narracions de Martin du Bellay i de Blaise de Montluc, ambdós presents en el camp de batalla, Gaspard de Saulx, senyor de Tavannes, que acompanyava Enghien, també es fa ressò dels esdeveniments ocorreguts en les seves memòries. La crònica més àmplia i exhaustiva de la batalla prové del costat imperial i va ser escrita per Paolo Giovi, malgrat les contradiccions amb altres escrits, proporciona, d'acord amb l'historiador Charles Oman, " dades valuoses sobre punts omesos per tots els narradors francesos ".
L'interès dels historiadors moderns a la batalla s'ha centrat sobretot en el paper exercit per les armes curtes i la carnisseria que es va produir entre la infanteria del centre. Es va considerar que la disposició usada per als piquers i els arcabussers va ser massa costosa i no va ser utilitzada de nou, en batalles posteriors, els arcabussers es van usar per defecte de les escaramusses i situats en els flancs de grans formacions de piquers. La batalla de Ceresole també és interessant a causa de la demostració de la continuació del paper exercit en el camp de batalla per part de la cavalleria pesant. Tot i el fracàs de les càrregues de Enghien-segons Bert Hall, els francesos mantenien la seva creença en l'efectivitat de la cavalleria pesant, que sense ajuda havia de ser capaç de trencar formacions disciplinades-un petit grup de  gendarmes  havien estat suficients en el centre per derrotar a les columnes d'infanteria que estaven combatent contra l'altra infanteria. Més enllà de la utilitat tàctica de la cavalleria, una altra raó per la seva importància s'extreu de la part final de la batalla, els  gendarmes  francesos eren les úniques tropes de les que es podia esperar que acceptessin la rendició enemiga, ja que la infanteria francesa i suïssa no tenia inclinació a prendre presoners; segons Hall, s'esperava gairebé intuïtivament que la cavalleria atengués aquestes súpliques sense cap dubte.